# Borysowska Bateria
Borysowska Bateria (biał. Барысаўскія батарэі) – wzniesiona w 1812 r. przez Rosjan ziemna fortyfikacja (przedmoście), znajdująca się w Borysowie przy Alei Rewolucji.

## Historia
Ziemna fortyfikacja (przedmoście, fr. tête-du-pont) została wzniesiona na prawym brzegu Berezyny, przed mostem, na szlaku do Borysowa. Została wybudowana przez rosyjskich inżynierów wojskowych, saperów oraz mieszkańców Borysowa i okolicznych wsi w okresie od kwietnia do czerwca 1812 r. Budowa nie została ukończona przed inwazją armii Napoleona na Rosję. Bateria służyła jako punkt oporu i została poważnie uszkodzona podczas bitwy pod Borysowem. Później wojska napoleońskie stoczyły bitwę nad rzeką Berezyną w pobliżu Borysowa. Wiosną 1813 r. umocnienia odbudowano przy pomocy pojmanych Francuzów.
W następnych dziesięcioleciach twierdza popadała w ruinę, a w sąsiedztwie wybudowano osiedla mieszkaniowe. Wraz z końcem I wojny światowej i zawarciem pokoju ryskiego w 1921 r. Borysów stał się częścią BSRR. Uchwałą Rady Komisarzy Ludowych BSRR z 1926 r. część obiektu stała się pomnikiem historii. Druga część stała się zamkniętą strefą sowieckich organów bezpieczeństwa państwa. W 1985 r. ustawiono pomnik upamiętniający stoczone w tym miejscu walki.

## Miejsce stalinowskich represji
Według badań historyków na terenie Baterii w latach 20 i 30. XX w. stracono od jednego do dwóch tysięcy osób. Jedna z największych egzekucji miała miejsce 3 maja 1933 r. po stłumieniu powstania wywołanego klęską głodu będącego skutkiem kolektywizacji. Sowieckie służby bezpieczeństwa rozstrzelały wówczas ponad trzystu członków powstania. Po niemieckim ataku na Związek Radziecki latem 1941 r., teren ten opustoszał, a o masowych grobach zapomniano.
2 listopada 2001 r., w Dzień Pamięci Przodków członkowie ruchu młodzieżowego „Żubr” wznieśli krzyż upamiętniający ofiary. Czterometrowy brzozowy krzyż został zniszczony przez nieznane osoby w nocy z 29 na 30 maja 2003 r. Informacje o „Baterii” są powszechnie znane dzięki wspomnieniom Jurki Wicbicza

## Galeria

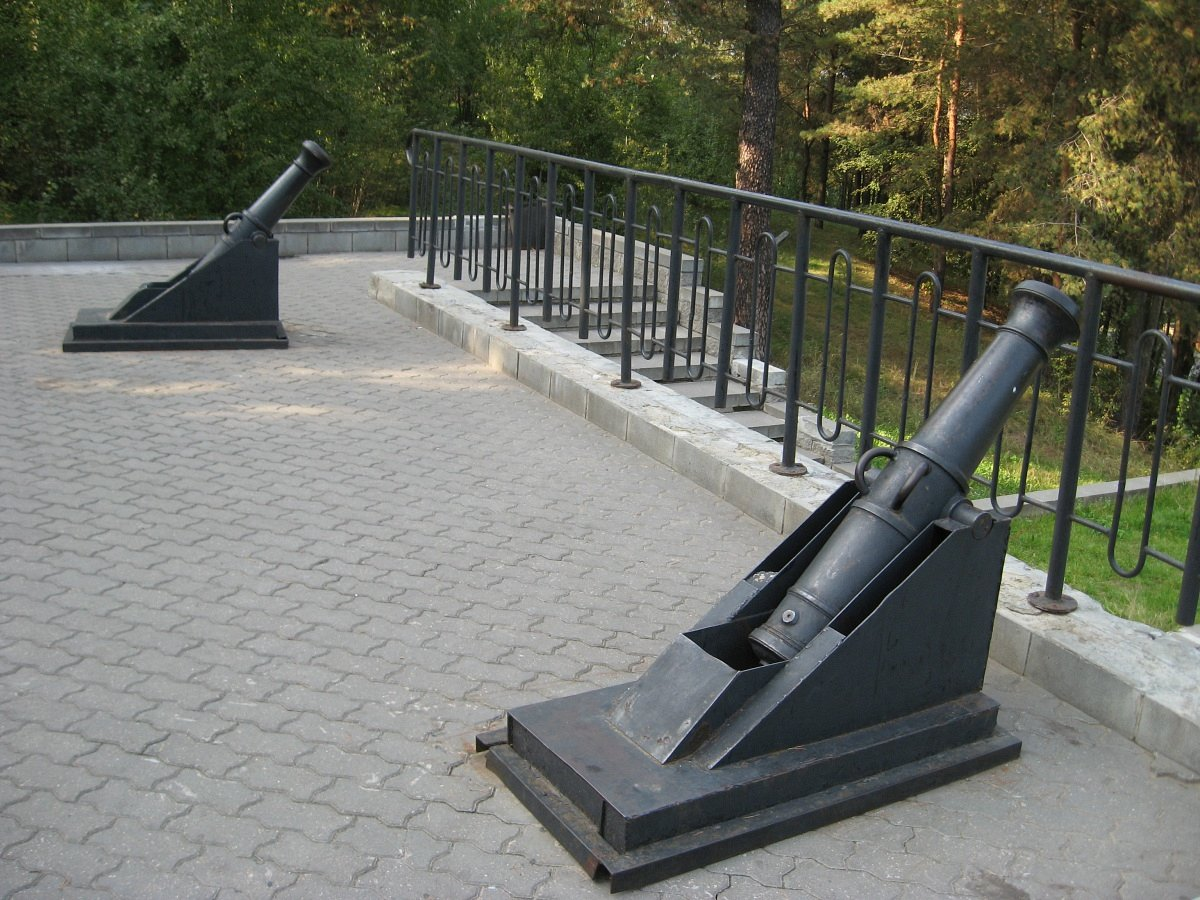
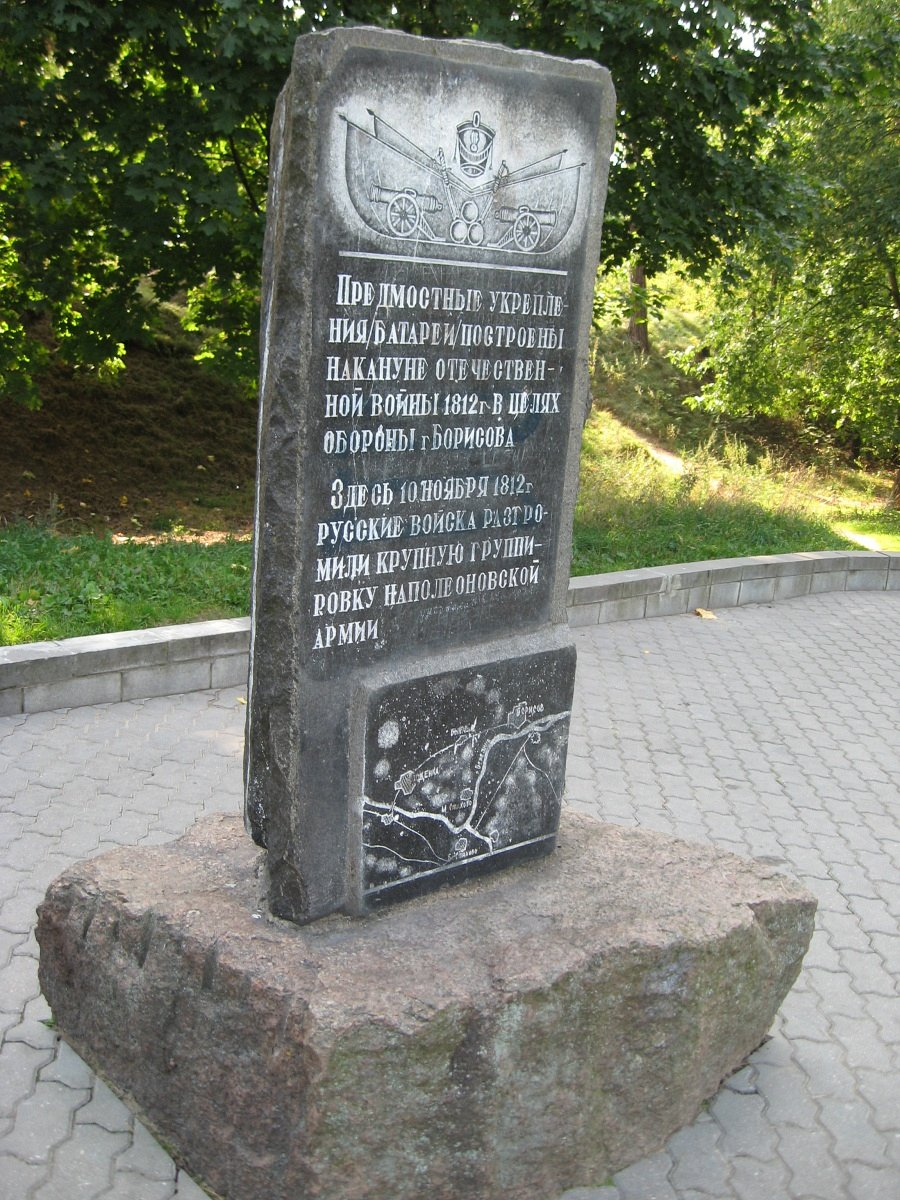
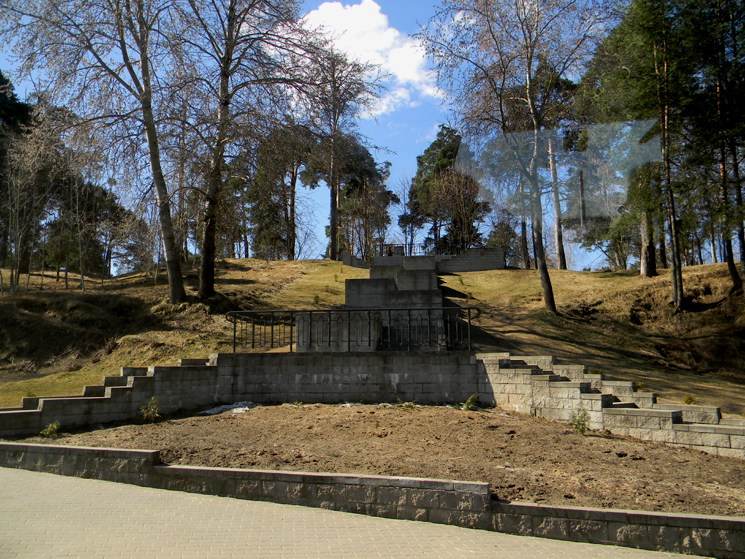